# Tommy Roe

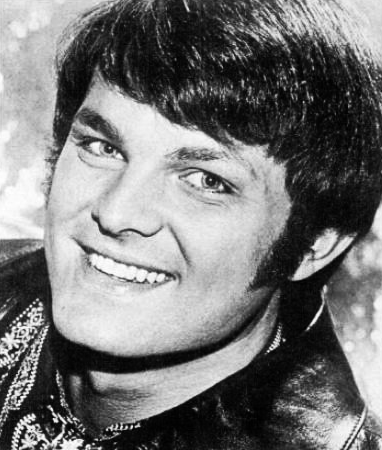
Tommy Roe (1970)

Thomas David „Tommy“ Roe (* 9. Mai 1942 in Atlanta, Georgia) ist ein US-amerikanischer Sänger, Gitarrist und Songschreiber.

## Leben
Roe gründete 1958 die Gruppe The Satins, die 1960 den Titel Sheila aufnahm. Roe hatte diesen Song bereits im Alter von 14 Jahren geschrieben. Diese Aufnahme blieb unbeachtet. Ab 1962 arbeitete er als Solist und nahm den Titel erneut auf. Dieses Mal erreichte die Single Platz 1 in der US-amerikanischen Hitparade, und auch in Großbritannien und Deutschland kam der Titel in die Top 10. Nach 1963 musste Roe seine Militärzeit absolvieren.
Seinen zweiten Nummer-eins-Hit in den USA hatte Roe 1969 mit dem Titel Dizzy, der sich vier Wochen auf dem Spitzenplatz halten konnte. Sein erfolgreichstes Album war 12 In A Roe: A Collection Of Tommy Roe's Greatest Hits (1969).
Wie viele seiner US-amerikanischen Kollegen, die in den 1960er Jahren erfolgreich waren, wandte sich Roe nach seiner Erfolgzeit als Popinterpret der Country-Musik zu. Sein größter Hit in diesem Genre war Let’s Be Fools Like That Again, der Ende 1986 erschien und im Februar 1987 zwei Wochen unter den Top 40 der Countrycharts platziert war. Es war sein einziger Hit im Country-Bereich.
1991 stand sein berühmtester Hit Dizzy in einer Version von Vic Reeves und The Wonder Stuff wieder an der Spitze der britischen Hitparade.

## Diskografie

### Alben
| Jahr | Titel                                                  | Höchstplatzierung, Gesamtwochen, AuszeichnungChartsChartplatzierungen (Jahr, Titel, Platzierungen, Wochen, Auszeichnungen, Anmerkungen) | Anmerkungen |
| Jahr | Titel                                                  | US | Anmerkungen |
| ---- | ------------------------------------------------------ | --- | ----------- |
| 1962 | Sheila                                                 | US110 (3 Wo.)US |             |
| 1966 | Sweet Pea                                              | US94 (13 Wo.)US |             |
| 1967 | It’s Now Winter’s Day                                  | US159 (3 Wo.)US |             |
| 1969 | Dizzy                                                  | US25 (18 Wo.)US |             |
| 1970 | 12 in a Roe: A Collection of Tommy Roe’s Greatest Hits | US21 (29 Wo.)US |             |
| 1970 | We Can Make Music                                      | US134 (6 Wo.)US |             |

Weitere Alben
- 1963: Everybody Likes Tommy Roe
- 1964: Something for Everybody
- 1965: Ballads and Beat
- 1967: Phantasy
- 1971: Beginnings
- 1972: 16 Greatest Hits
- 1976: Energy
- 1977: Full Bloom
- 1990: Yesterday, Today and Tomorrow
- 1993: Tommy Roe’s Greatest Hits
- 2012: Devil’s Soul Pie

### Singles
| Jahr | Titel Album                                                              | Höchstplatzierung, Gesamtwochen, AuszeichnungChartplatzierungen (Jahr, Titel, Album, Platzierungen, Wochen, Auszeichnungen, Anmerkungen) | Höchstplatzierung, Gesamtwochen, AuszeichnungChartplatzierungen (Jahr, Titel, Album, Platzierungen, Wochen, Auszeichnungen, Anmerkungen) | Höchstplatzierung, Gesamtwochen, AuszeichnungChartplatzierungen (Jahr, Titel, Album, Platzierungen, Wochen, Auszeichnungen, Anmerkungen) | Höchstplatzierung, Gesamtwochen, AuszeichnungChartplatzierungen (Jahr, Titel, Album, Platzierungen, Wochen, Auszeichnungen, Anmerkungen) | Höchstplatzierung, Gesamtwochen, AuszeichnungChartplatzierungen (Jahr, Titel, Album, Platzierungen, Wochen, Auszeichnungen, Anmerkungen) | Höchstplatzierung, Gesamtwochen, AuszeichnungChartplatzierungen (Jahr, Titel, Album, Platzierungen, Wochen, Auszeichnungen, Anmerkungen) | Anmerkungen |
| Jahr | Titel Album                                                              | DE | AT | CH | UK | US | Country | Anmerkungen |
| ---- | ------------------------------------------------------------------------ | --- | --- | --- | --- | --- | --- | ----------- |
| 1962 | Sheila                                                                   | DE9 (28 Wo.)DE | — | — | UK3 (14 Wo.)UK | US1 Gold · (14 Wo.)US | — |             |
| 1962 | Susie Darlin’ Sheila                                                     | — | — | — | UK37 (5 Wo.)UK | US35 (8 Wo.)US | — |             |
| 1963 | Everybody Sweet Pea                                                      | DE32 (4 Wo.)DE | — | — | UK9 (14 Wo.)UK | US3 (14 Wo.)US | — |             |
| 1963 | The Folk Singer Sweet Pea                                                | — | — | — | UK4 (13 Wo.)UK | US84 (3 Wo.)US | — |             |
| 1964 | Carol 12 in a Roe: A Collection of Tommy Roe’s Greatest Hits             | — | — | — | — | US61 (6 Wo.)US | — |             |
| 1964 | Come On –                                                                | — | — | — | — | US36 (8 Wo.)US | — |             |
| 1964 | Party Girl Sweet Pea                                                     | — | — | — | — | US85 (3 Wo.)US | — |             |
| 1966 | Sweet Pea                                                                | — | — | — | — | US8 Gold · (14 Wo.)US | — |             |
| 1966 | Hooray for Hazel Sweet Pea                                               | — | — | — | — | US6 (13 Wo.)US | — |             |
| 1967 | It’s Now Winter’s Day                                                    | — | — | — | — | US23 (11 Wo.)US | — |             |
| 1967 | Sing Along with Me It’s Now Winter’s Day                                 | — | — | — | — | US91 (1 Wo.)US | — |             |
| 1967 | Little Miss Sunshine Phantasy                                            | — | — | — | — | US99 (1 Wo.)US | — |             |
| 1969 | Dizzy                                                                    | DE4 (20 Wo.)DE | AT3 (16 Wo.)AT | CH2 (11 Wo.)CH | UK1 (19 Wo.)UK | US1 Gold · (15 Wo.)US | — |             |
| 1969 | Heather Honey Dizzy                                                      | DE20 (8 Wo.)DE | AT10 (8 Wo.)AT | — | UK24 (9 Wo.)UK | US29 (8 Wo.)US | — |             |
| 1969 | Jack and Jill 12 in a Roe: A Collection of Tommy Roe’s Greatest          | — | — | — | — | US53 (13 Wo.)US | — |             |
| 1970 | Jam Up and Jelly Tight 12 in a Roe: A Collection of Tommy Roe’s Greatest | — | — | — | — | US8 Gold · (14 Wo.)US | — |             |
| 1970 | Pearl We Can Make Music                                                  | — | — | — | — | US50 (9 Wo.)US | — |             |
| 1970 | Stir It Up and Serve It We Can Make Music                                | — | — | — | — | US50 (6 Wo.)US | — |             |
| 1970 | We Can Make Music                                                        | — | — | — | — | US49 (6 Wo.)US | — |             |
| 1971 | Stagger Lee Beginnings                                                   | — | — | — | — | US25 (12 Wo.)US | — |             |
| 1972 | Mean Little Woman, Rosalie –                                             | — | — | — | — | US92 (3 Wo.)US | — |             |
| 1973 | Working Class Hero –                                                     | — | — | — | — | US97 (4 Wo.)US | Country73 (2 Wo.)Country |             |
| 1979 | Massachusetts –                                                          | — | — | — | — | — | Country77 (3 Wo.)Country |             |
| 1979 | You Better Move On –                                                     | — | — | — | — | — | Country70 (4 Wo.)Country |             |
| 1980 | Charlie, I Love Your Wife –                                              | — | — | — | — | — | Country87 (3 Wo.)Country |             |
| 1985 | Some Such Foolishness –                                                  | — | — | — | — | — | Country57 (11 Wo.)Country |             |
| 1986 | Radio Romance –                                                          | — | — | — | — | — | Country51 (7 Wo.)Country |             |
| 1986 | Let’s Be Fools Like That Again –                                         | — | — | — | — | — | Country38 (14 Wo.)Country |             |
| 1987 | Back When It Really Mattered –                                           | — | — | — | — | — | Country67 (5 Wo.)Country |             |

grau schraffiert: keine Chartdaten aus diesem Jahr verfügbar
Weitere Singles
- 1960: Caveman
- 1960: I Got a Girl
- 1962: Rainbow
- 1963: Gonna Take a Chance
- 1963: Kiss and Run
- 1964: A Wild Water Skiing Weekend
- 1964: Oh So Right
- 1965: Diane from Manchester Square
- 1965: Fourteen Pairs of Shoes
- 1965: I’m a Rambler, I’m a Gambler
- 1965: Wish You Didn’t Have to Go
- 1965: Doesn’t Anybody Know My Name (Two-Ten, Six-Eighteen)
- 1967: Sweet Sounds
- 1967: Melancholy Mood
- 1968: Dottie I Like It
- 1968: Sugar Cane
- 1970: Brush a Little Sunshine
- 1971: Little Miss Goodie Two Shoes
- 1971: Pistol Legged Mama
- 1972: Sarah My Love
- 1975: Glitter and Gleam
- 1975: Rita and Her Band
- 1976: Slow Dancing
- 1976: Everybody
- 1976: Early in the Morning
- 1977: Your Love Will See Me Through
- 1978: Love the Way You Love Me Up